# 愛知丸 (練習船)
愛知丸（あいちまる）は、愛知県が所有する漁業実習船、練習船。愛知県立三谷水産高等学校の実習に使用されている。本項目では、2007年3月に竣工し就航中の船を取り扱う。

## 概要
先代の代船として静岡県の三保造船所で建造され、2007年3月に竣工した。
本船はカツオの一本釣りの漁業実習、航海や機関の実習、海洋観測や海洋生物の調査と研究を行う。

## 特徴
- 本科では5級海技士、専攻科では3級海技士の資格取得を目標としている[7]。
- 生徒の居室は4人部屋[2]。
- 先代の愛知丸は、まぐろ延縄漁実習船であったが、本船よりかつお一本釣り漁実習船となった。
- 愛知県内に冷凍カツオなどを大量に扱える大規模な漁港が無いため、水揚げは静岡県焼津市の焼津漁港で行うことがほとんどである。

## 略歴
- 1990年（平成2年）3月30日- 先代竣工 450総トン[5]
- 2007年（平成19年）3月23日- 竣工[2]

## エピソード
- 国際プロジェクト「アルゴ計画」に参加し観測ブイを送出した[8]。
- 長期航海実習の出発や帰港は愛知県内の風物詩[9]。
- 本船で釣り上げられたカツオを使って、地元の平松食品とコラボし、「愛知丸が釣ったかつおとしょうがのごはんジュレ」という商品が販売されている[10]。この商品は、平成24年度愛知のふるさと食品コンテストにおいて、最優秀食品に選定された[10]。この商品や、「愛知丸が釣ったかつおと明太子のごはんじゅれ」は、サンヨネ魚町本店、サンヨネ蒲郡店、サンヨネみゆき店、Aコープ一宮店、Aコープ小坂井店、JAグリーンセンター蒲郡、オレンジパーク、平松食品直営店美食倶楽部、美食倶楽部ラグーナ蒲郡店で購入が可能[11]。
- 航海実習の漁獲は、2017年6月12日はカツオ2トン、マグロ類4トンだった[12]。
- ゴジラ (1954年の映画)に登場した愛知丸は海上保安庁の巡視船であり、本船では無い。

## 画像

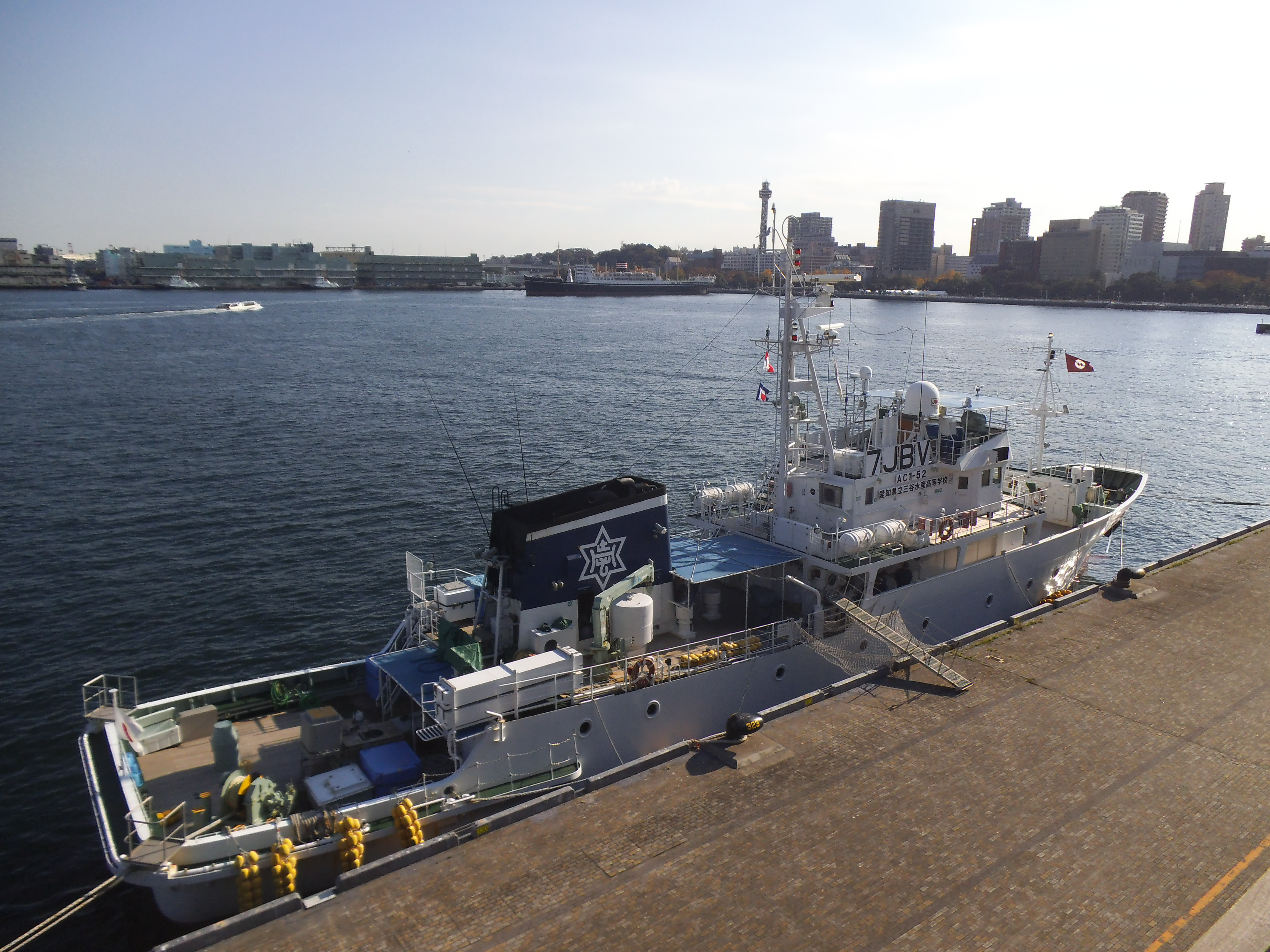
愛知県立三谷水産高等学校の実習船愛知丸、後ろ姿、横浜港大さん橋にて
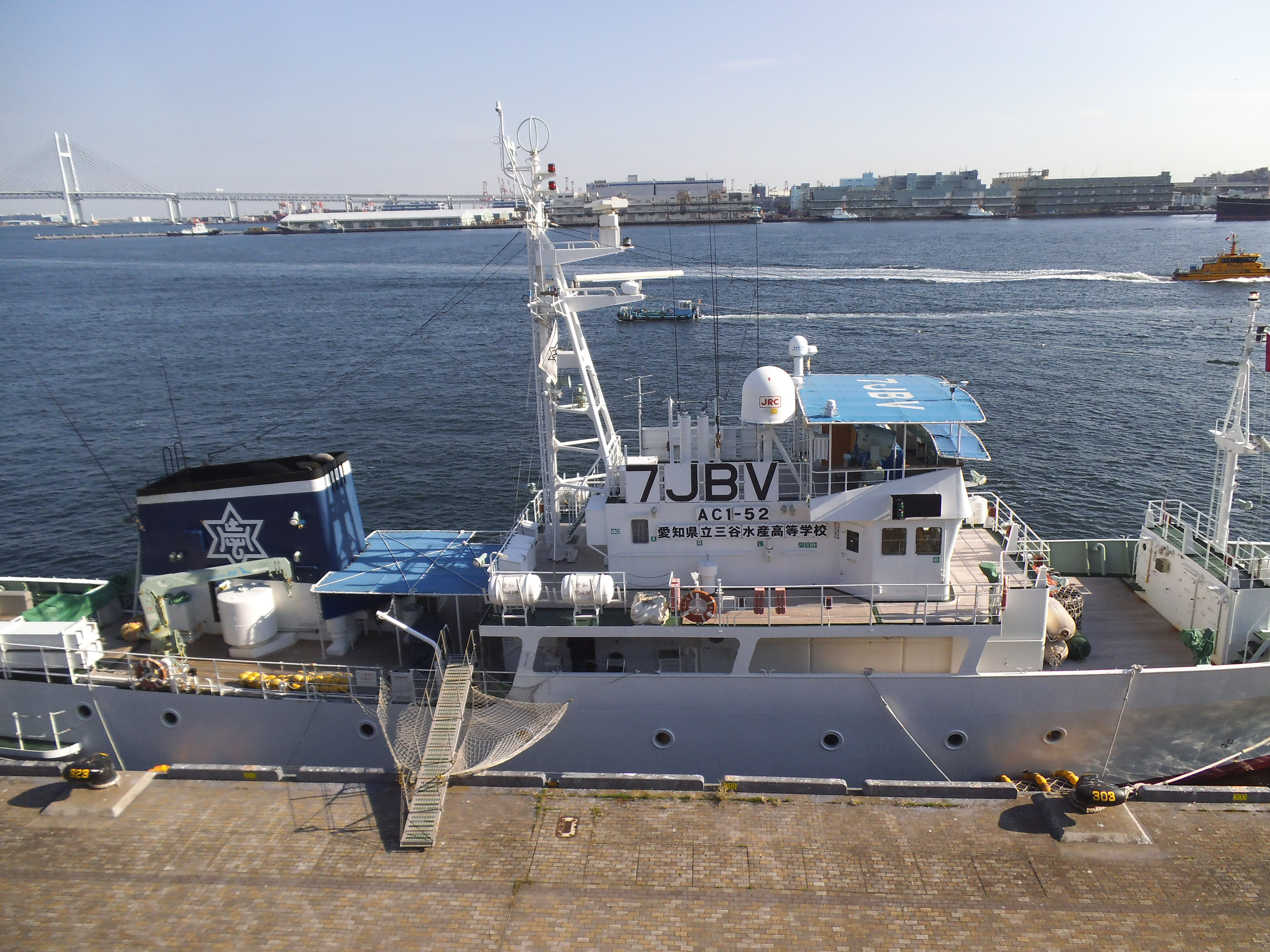
愛知県立三谷水産高等学校の実習船愛知丸の船橋
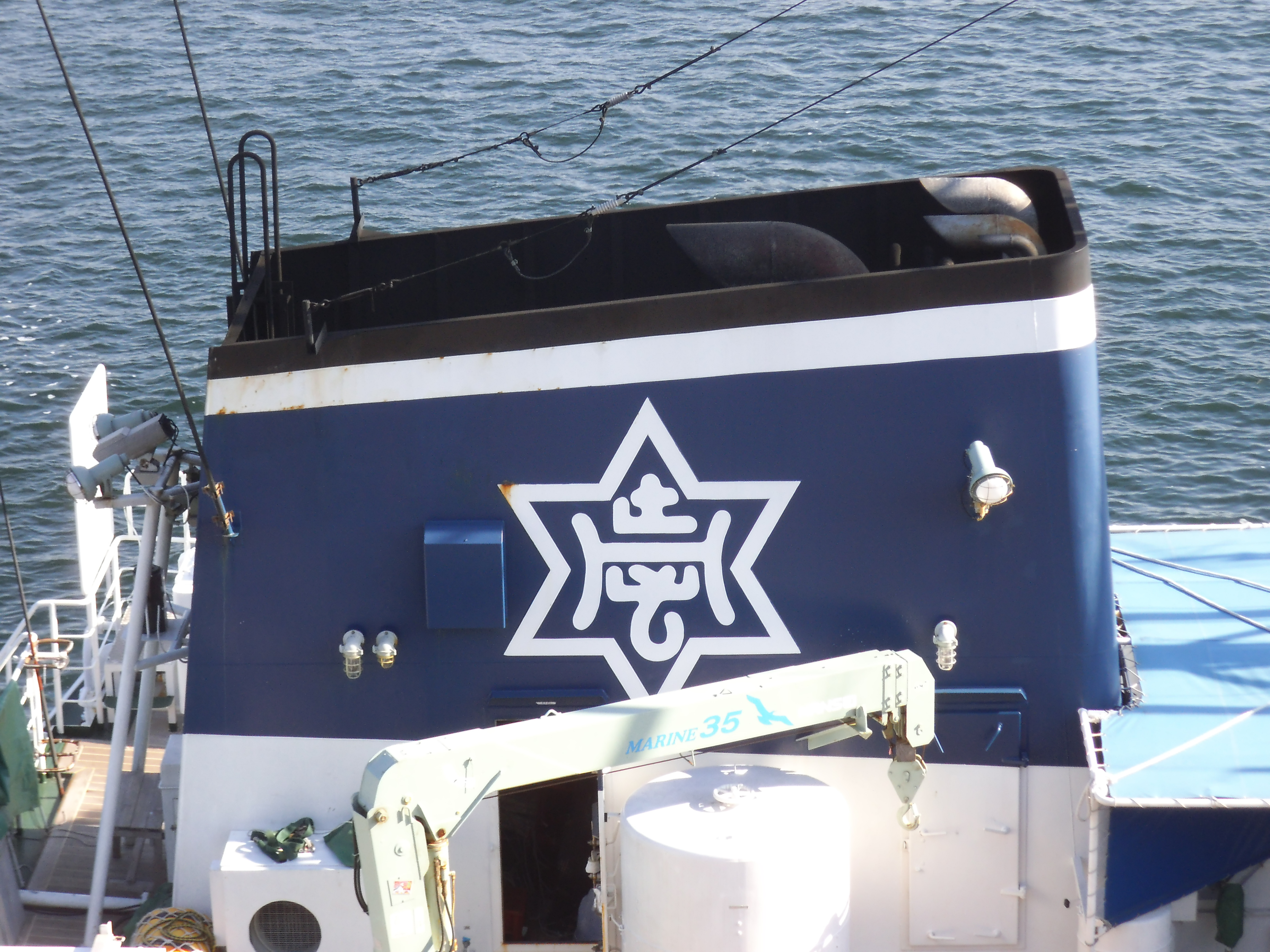
愛知県立三谷水産高等学校の実習船愛知丸の煙突マーク